# Xyris stenophylla
Xyris stenophylla är en gräsväxtart som beskrevs av L.A.Nilsson. Xyris stenophylla ingår i släktet Xyris och familjen Xyridaceae. Inga underarter finns listade i Catalogue of Life.